# Leisure Suit Larry
Leisure Suit Larry je série sedmi eroticky laděných videoher–adventur, které napsal Al Lowe a vydávala Sierra Entertainment v letech 1987 až 1996. Poté vyšly ještě další čtyři díly od jiných tvůrců.

## Popis
Název série znamená „Larry oděný ve volnočasovém obleku“ (sako stejné barvy jako kalhoty, obvykle vyrobené z polyesteru), neformálním oděvu populárním ve Spojených státech od poloviny 70. do začátku 80. let 20. století. Hlavní postavou je Larry Laffer, stárnoucí a plešatějící sukničkář, který se snaží (většinou neúspěšně) svádět atraktivní ženy. Celá série a zejména první díl Leisure Suit Larry 1 vychází z textové hry Softporn Adventure, první erotické počítačové hry na světě z dílny On-Line Systems (původní název Sierry On-Line) z roku 1981.

## Příběh
Larry Laffer je smolař, který se snaží přijít o panictví a vydává se do Lost Wages (parodie Las Vegas). Zde se zaplete se třemi ženami a stráví noc s dívkou z penthousu. V druhém díle je Larry dívkou opuštěn a ocitne se před jejím domem v Los Angeles. Přicestuje na ostrov Nontoonyt, který osvobodí od zlého Dr. Nonookeea a žení se s dcerou náčelníka ostrova. Ve třetím díle ho však žena opustí poté, co zjistí že je lesbou. Larry se na ostrově zamiluje do profesionální pianistky Passionate Patti (Vášnivá Patti), ta je poté také hratelnou postavou a vydává se hledat Larryho do džungle. 
V pátém díle řeší Larry a Patti odděleně dva případy, které je však znovu svedou dohromady. V šestém díle je Larry opět sám a vyhrává pobyt v lázních La Costa Lotta, zde pomáhá řadě žen s různými úkoly a nakonec stráví noc se Shamarou z nejvyššího patra hotelu. Sedmý díl začíná tak, že Shamara uváže Larryho k posteli a pokoj vzplane požárem. Při útěku získává vstupenku a účastní se plavby na výletní lodi.
Osmý díl je o studentovi Larrym Lovage, synovci Larryho Laffera, který se účastní na univerzitě seznamovací show. V devátém díle Larry Lovage pomáhá v erotickém filmovém studiu svého strýce a snaží se odhalit krtka z konkurence, který se pokouší studio sabotovat. V desátém díle je Larry Laffer přenesen z konce 80. let o třicet let do budoucnosti a nachází se před barem Lefty's z prvního dílu. Na pomoc získává mobil Pi phone (parodie na iPhone) a zamiluje se do Faith, která je manažerkou výrobce mobilů Prune (Švestka). Další díl navazuje na předchozí a Larry se snaží najít Faith, o které ví, že se naposledy plavila z Cancúnu směrem k ostrovům u Kuby. Faith nalézá jako vůdkyní amazonek a zjišťuje, že ztratila paměť. Larry se tedy snaží obnovit její paměť, zároveň je také sledován novým ředitelem Prune korejcem Wangem. Ten chce získat od Faith program, který potřebuje do svých nově vyráběných androidek.

## Vydané hry

### Hlavní série
| Rok  | Název                                                                          | Vývojář               | Vydavatel              | Jazyky | Grafika            |
| ---- | ------------------------------------------------------------------------------ | --------------------- | ---------------------- | --- | ------------------ |
| 1987 | Leisure Suit Larry in the Land of the Lounge Lizards                           | Sierra On-Line        | Sierra On-Line         | angličtina | 160x200, 16 barev  |
| 1988 | Leisure Suit Larry Goes Looking for Love (in Several Wrong Places)             | Sierra On-Line        | Sierra On-Line         | angličtina | 320x200, 16 barev  |
| 1989 | Leisure Suit Larry III: Passionate Patti in Pursuit of the Pulsating Pectorals | Sierra On-Line        | Sierra On-Line         | angličtina | 320x200, 16 barev  |
| 1991 | Leisure Suit Larry 5: Passionate Patti Does a Little Undercover Work           | Sierra On-Line        | Sierra On-Line         | angličtina | 320x200, 256 barev |
| 1993 | Leisure Suit Larry 6: Shape Up or Slip Out!                                    | Sierra On-Line        | Sierra On-Line         | angličtina, němčina, polština                                                                                   | 320x200, 256 barev |
| 1996 | Leisure Suit Larry: Love for Sail!                                             | Sierra On-Line        | Sierra On-Line         | angličtina, španělština, francouzština, němčina, italština, ruština, polština                                   | 640x480, 256 barev |
| 2004 | Leisure Suit Larry: Magna Cum Laude                                            | High Voltage Software | Sierra Entertainment   | angličtina, španělština, francouzština, němčina, italština, ruština, nizozemština                               | 3D, až 1920x1080   |
| 2009 | Leisure Suit Larry: Box Office Bust                                            | Team17                | Codemasters            | angličtina, španělština, francouzština, němčina, italština                                                      | 3D, až 1920x1080   |
| 2018 | Leisure Suit Larry: Wet Dreams Don't Dry                                       | CrazyBunch            | Assemble Entertainment | angličtina, španělština, francouzština, němčina, italština, ruština, polština, čeština (fanouškovská)           | 2D, až 2560x1080   |
| 2020 | Leisure Suit Larry: Wet Dreams Dry Twice                                       | CrazyBunch            | Assemble Entertainment | angličtina, španělština, francouzština, němčina, italština, ruština, polština, čínština, čeština (fanouškovská) | 2D, až 2560x1080   |

### Remaky a remastery
| Název | Rok                                                      | Vývojář              | Vydavatel      | Jazyky                                                                                                | Grafika            | Poznámka                                      |
| ----- | -------------------------------------------------------- | -------------------- | -------------- | --- | ------------------ | --------------------------------------------- |
| 1991  | Leisure Suit Larry 1: In the Land of the Lounge Lizards  | Sierra On-Line       | Sierra On-Line | angličtina                                                                                            | 320x200, 256 barev | remaster prvního dílu                         |
| 1994  | Leisure Suit Larry 6: Shape Up or Slip Out! CD-ROM verze | Sierra On-Line       | Sierra On-Line | angličtina, němčina, polština                                                                         | 640x480, 256 barev | zdvojnásobené rozlišení a poprvé dodán dabing |
| 2013  | Leisure Suit Larry: Reloaded                             | N-Fusion Interactive | Codemasters    | angličtina, španělština, francouzština, němčina, italština, ruština, polština, čeština (fanouškovská) | až 1920x1080       | druhý remaster prvního dílu                   |

## Nevydané hry

### Leisure Suit Larry 4: The Missing Floppies
Po třetím dílu Leisure Suit Larry 3 následuje pátý díl Leisure Suit Larry 5, čtvrtý nebyl nikdy vydán.
Série Leisure Suit Larry byla původně zamýšlena jako trilogie. Třetí díl měl dobrodružství Larryho Laffera zakončit. Larry a Patti jsou zde spolu. V pátém dílu začínají Larry a Patti odděleně a ani jeden z nich si nevzpomíná, jak se rozešli. Zápornou roli zde sehrál padouch Julius Biggs, který ukradl chybějící diskety čtvrtého dílu (který měl nést název Leisure Suit Larry 4: The Missing Floppies). Tento vtipný až recesistický tah ale způsobil zmatek u začínajících hráčů adventur.
Dalším vysvětlením nevydaného čtvrtého dílu je, že Sierra On-Line plánovala kolem roku 1989 vybudovat online platformu pro herní komunitu (multiplayer). Takový měl být Larry 4. Nebylo jasné, zda to bude fungovat a nakonec se ukázalo, že je projekt příliš složitý. Vykrystalizoval v produkt The Sierra Network, ale adventura z něj nevzešla. Al Lowe, tvůrce Larryho, poté v sérii pokračoval pátým dílem vydaným v roce 1991, který byl opět v módu singleplayer.
Čtvrtým dílem také bývá považován remake prvního dílu, jelikož ho obsahují kompilace společně s regulérními hrami a vyšel mezi třetím a pátým dílem.

### Leisure Suit Larry 8: Lust in Space
Po sedmém dílu Leisure Suit Larry: Love for Sail! se v roce 1998 Sierra domlouvala s Alem Lowem na smlouvě na další pokračování, které mělo nést název Leisure Suit Larry 8: Lust in Space. Jason Zayas (hlavní animátor her Leisure Suit Larry 7 a King's Quest VIII) tvrdě pracoval na vytvoření 3-D Larryho. 
Na konci roku Sierra zrušila produkci a krátce poté Lowemu oznámila, že nemá v plánu hru vytvořit. Později vznikly další díly série bez účasti Ala Lowa.

## Přijetí a prodeje
Sedmý díl Love for Sail byl v roce 1996 časopisem Next Generation hodnocený jako 85. nejlepší hra všech dob a roku 2011 serverem Adventure Gamers jako 71. nejlepší adventura všech dob. Celkový prodej prvních pěti her Leisure Suit Larry překonal do roku 1996 dva miliony kopií. Do roku 2011 se v sérii prodalo deset milionů kopií.
| Hra                                                                            | GameRankings | Metacritic |
| ------------------------------------------------------------------------------ | ------------ | ---------- |
| Leisure Suit Larry in the Land of the Lounge Lizards                           | 81 %         | —          |
| Leisure Suit Larry Goes Looking for Love (in Several Wrong Places)             | 65 %         | —          |
| Leisure Suit Larry III: Passionate Patti in Pursuit of the Pulsating Pectorals | 60 %         | —          |
| Leisure Suit Larry 5: Passionate Patti Does a Little Undercover Work           | 80 %         | —          |
| Leisure Suit Larry 6: Shape Up or Slip Out!                                    | 80 %         | —          |
| Leisure Suit Larry: Love for Sail!                                             | 80 %         | —          |
| Leisure Suit Larry: Magna Cum Laude                                            | (PC) 61 %    | (PC) 59    |
| Leisure Suit Larry: Box Office Bust                                            | (PC) 20 %    | (PC) 20    |
| Leisure Suit Larry: Wet Dreams Don't Dry                                       | (PC) 71 %    | (PC) 72    |
| Leisure Suit Larry: Wet Dreams Dry Twice                                       | —            | 73         |
| Leisure Suit Larry: Reloaded                                                   | 55 %         | 56         |